# Gelbhorn-Eulenspinner

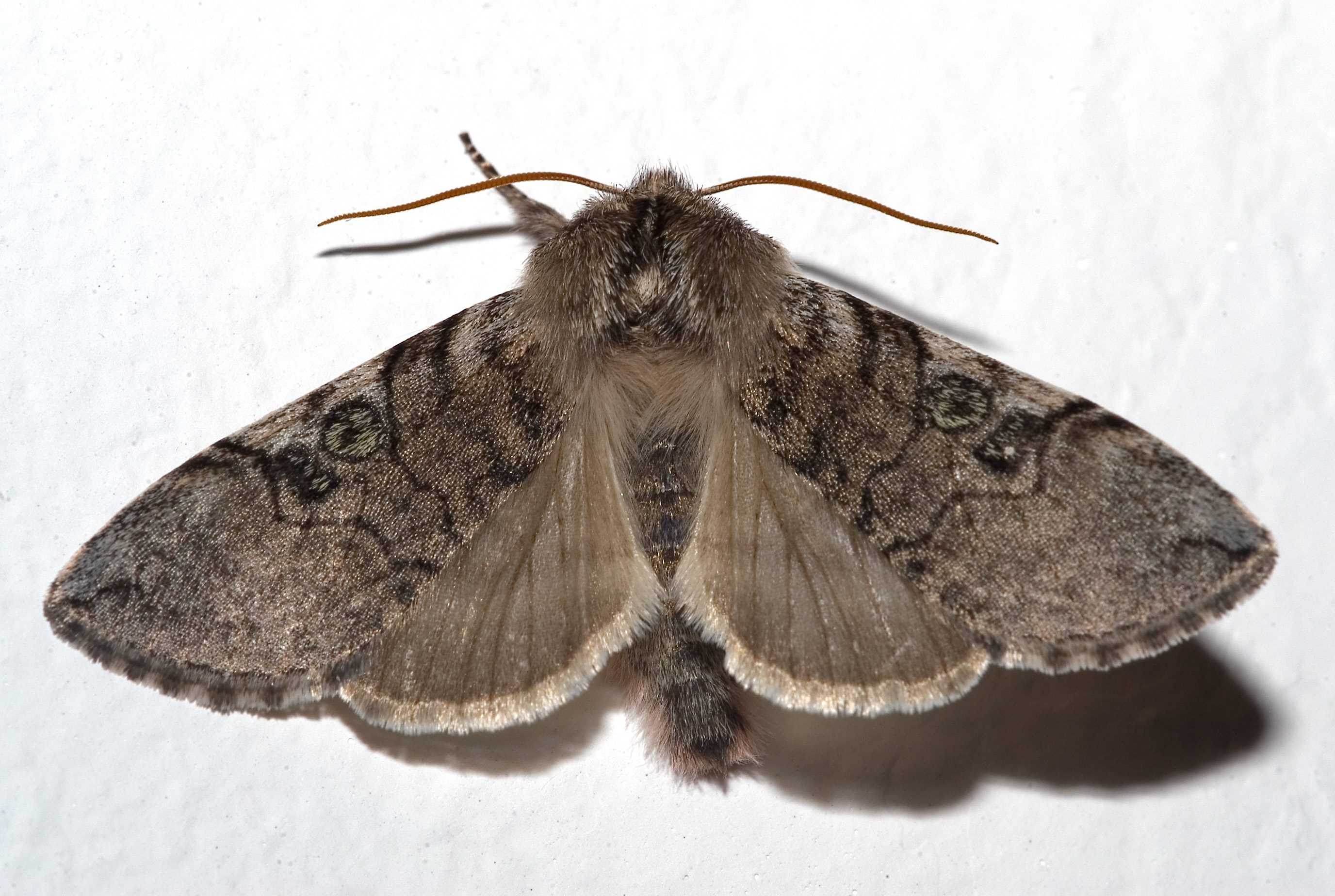
Gelbhorn-Eulenspinner

Der Gelbhorn-Eulenspinner bzw. Frühester Eulenspinner (Achlya flavicornis) ist ein Schmetterling (Nachtfalter) aus der Familie der Eulenspinner und Sichelflügler (Drepanidae).

## Merkmale
Der Gelbhorn-Eulenspinner besitzt silbriggraue Vorderflügel deren Vorderrand etwas heller gefärbt ist und auf denen schwarze, gewellte Querlinien verlaufen. Die Ringmakeln sind gräulich weiß und schwarz umrandet. Der Vorderflügelaußenrand ist abwechselnd hell und dunkelgrau gefärbt, die Flügelfärbung der Tiere ist aber sehr variabel. Die hinteren Flügel sind am Ansatz aufgehellt, sonst einfarbig grau. Die Fühler sind rotbraun gefärbt.
Die Raupen erreichen eine Länge von bis zu 33 Millimetern und kommen entweder in einer rotbraunen oder schwärzlichgrauen Variante vor. Die Zeichnung, die aus einer Reihe schwarzer und weißer Flecke besteht, tritt vor allem bei der schwärzlichgrauen Variante deutlich in Erscheinung. Das Nackenschild ist schwärzlich und wird durch eine weiße Linie halbiert. Der Kopf ist bei allen Varianten hellbraun und gelegentlich vorn schwarz verdunkelt.

## Vorkommen
Die Tiere kommen in Mittel- und Nordeuropa, östlich bis nach Japan vor. Anzutreffen sind sie insbesondere in Birken- bzw. Laubmischwäldern, aber auch in verheideten Mooren. Die Art wird von der Ebene bis in Höhen von 800 Metern – gelegentlich auch über 1.000 Meter – gefunden.

## Lebensweise
Die Eier werden bevorzugt einzeln oder in kleinen Gruppen in die Verzweigungen junger Triebe oder Knospenansätze gelegt. Sie sind in Abhängigkeit vom Entwicklungszustand grau, orangefarben oder himbeer- bis rubinrot gefärbt. Die Raupen leben vorzugsweise auf jungen, buschigen Birken und werden nur selten auf tieferen Ästen älterer Bäume gefunden. Tagsüber verbergen sie sich in zusammengerollten Blättern. Die Art verpuppt sich im Juli am oder im Boden in einem schütteren Kokon zwischen Blättern oder Moos und überwintert. Die Falter schlüpfen im darauffolgenden Frühjahr. Die Puppen können aber auch ein weiteres Jahr überliegen.

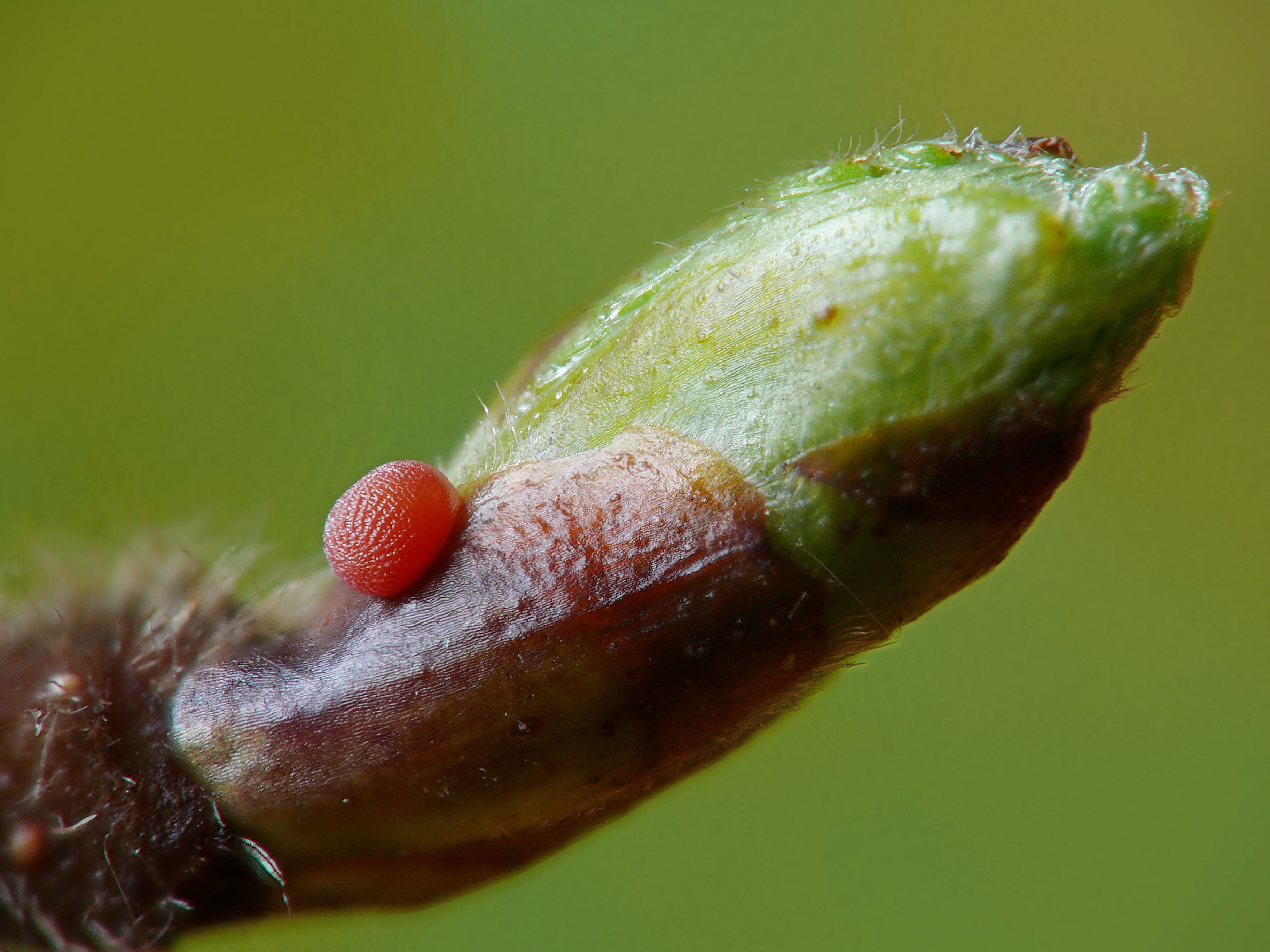
Ei des Gelbhorn-Eulenspinners an Birke
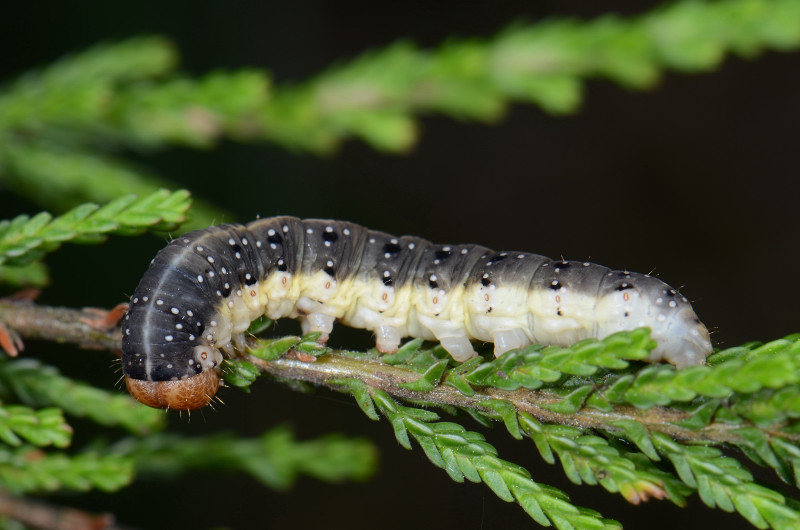
Raupe des Gelbhorn-Eulenspinners
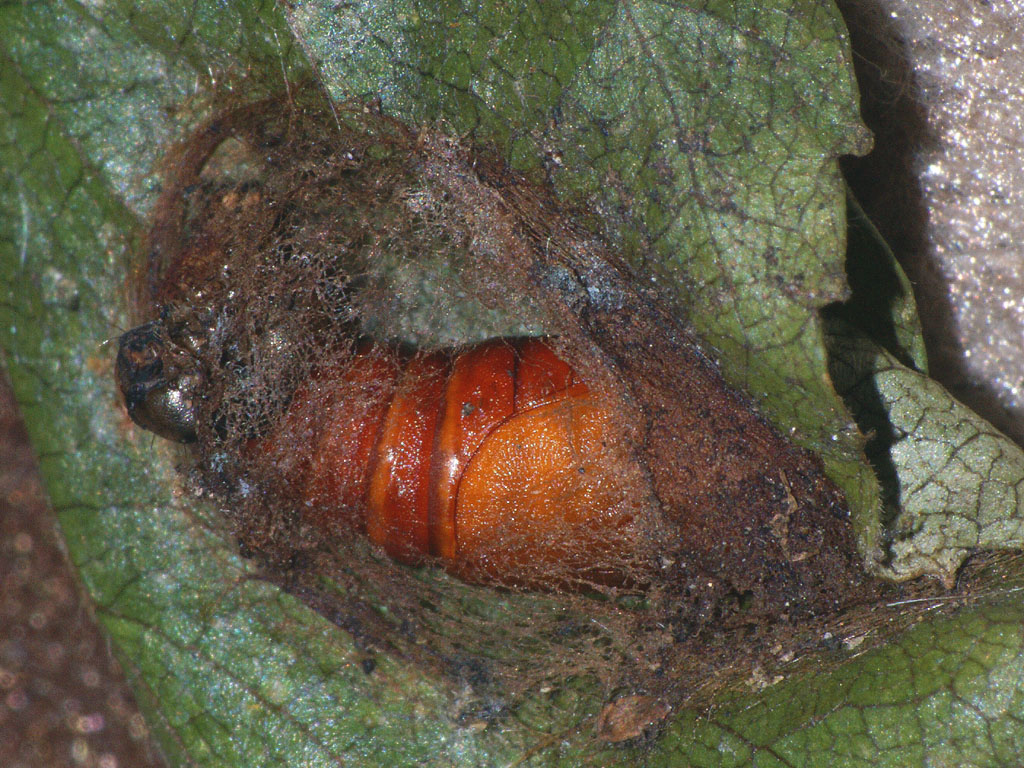
Puppe des Gelbhorn-Eulenspinners

### Flug- und Raupenzeiten
Wie der Trivialnamen „Frühester Eulenspinner“ bereits andeutet, handelt es sich bei dieser Art um eine der frühesten im Jahr. So fliegen sie in einer Generation von Mitte März bis Ende April. Die Raupen findet man von Mai bis Anfang Juli. Die Art fliegt kurz nach Sonnenuntergang und wird häufig an künstlichen Lichtquellen beobachtet. Die männlichen Falter sind auch an sonnigen Tagen aktiv und werden dann häufig am Saft blutender Birken gefunden.

### Nahrung der Raupen
Wie zum Beispiel auch der Birken-Eulenspinner (Tetheella fluctuosa) ernähren sich die Raupen monophag von den Blättern der Birken (Betula).

## Gefährdung
Der Gelbhorn-Eulenspinner wird in einigen Bundesländern auf der Roten Liste geführt:
- Baden-Württemberg 3 (gefährdet)
- Rheinland-Pfalz 4 (potentiell gefährdet)